# Aeropuerto de Lensk
El Aeropuerto de Lensk (IATA: ULK, OACI: UERL) es un aeropuerto público cerca Lensk, en  Rusia. Es uno de los aeropuertos principales de la compañía Alrosa Mirny Air Enterprise.

## Aerolíneas y destinos
| Aerolíneas                  | Destinos                 |
| --------------------------- | ------------------------ |
| Alrosa Mirny Air Enterprise | Irkutsk, Yakutsk         |
| IrAero                      | Irkutsk                  |
| Polar Airlines              | Irkutsk, Yakutsk         |
| Yakutia Airlines            | Bratsk, Irkutsk, Yakutsk |

## Accidentes e incidentes
El 4 de julio de 2012, un helicóptero operado por UTair  para una empresa de petróleo y gas se estrelló en un área remota a unos 4 kilómetros de la pista del aeropuerto de Lensk. Los restos se encontraron varias horas después y se recuperaron tres cuerpos, y se presume que la cuarta persona también murió. La causa no se conoció de inmediato, pero UTair dejó en tierra todas las aeronaves en el aeropuerto de Lensk en espera de una investigación sobre la calidad del suministro de combustible en el aeropuerto.